# 九州大学ラグビーフットボール選手権
九州大学ラグビーフットボール選手権は、1951年から1992年まで九州ラグビーフットボール協会が主催していた、九州・沖縄地区の大学リーグ。優勝チームは全国大学選手権への出場権が得られた。略称は「九州大学選手権」。
対戦は、トーナメント形式（3位決定戦などの順位決定戦は無し）で行われた。

## 歴史
1951年度（昭和26年度）に第1回「九州地区大学大会」を創設。西南学院大学、長崎大学、九州大学、宮崎大学が参加した。
大学選手権（全国大学ラグビーフットボール選手権大会）が始まる前の、1951年度（昭和26年度）から1964年度（昭和39年度）までは、優勝・準優勝のチームは、全国地区対抗大学ラグビーフットボール大会（地区対抗）への出場権を得た。
1965年度（昭和40年度）から、優勝チームは 大学選手権（全国大学ラグビーフットボール選手権大会）への出場権を得る。
1972年度（昭和47年度）、福岡県内の大学による地域大会「福岡大学リーグ戦（後の九州学生ラグビーフットボールリーグ）」ができ、その上位チームが 他県チームと共にこの大会へ出場する形となった。
1981年度（昭和56年度）から1990年度（平成2年度）まで、福岡県内の大学は出場せずに「九州学生対抗戦（後の九州学生ラグビーフットボールリーグ）」へ出場した（一部例外あり。詳細は後述「優勝履歴」を参照）。その優勝チームと、本大会の優勝チームとが「九州代表決定戦」を行い、大学選手権出場権を競った。
1982年度（昭和57年度）、名称を「九州地区対抗大学大会」に変更。
1991年度（平成3年度）、名称を「九州大学ラグビーフットボール選手権（九州大学選手権）」に変更。
1991年度（平成3年度）と1992年度（平成4年度）では、福岡県の大学リーグ「九州学生対抗戦」の上位3チームが、他県5チームと共に本大会へ出場して、大学選手権への出場権を競った。
1992年度（平成4年度）かぎりで、本大会を終了。
1993年度（平成5年度）から、福岡県の大学リーグ「九州学生対抗戦」が、九州・沖縄地区全体の大会「九州学生リーグ（九州学生ラグビーフットボールリーグ）」に刷新され、その優勝チームが大学選手権への出場権を与えられる。

## 優勝履歴
出典：
 は、全国地区対抗大学ラグビーフットボール大会（地区対抗）へ出場。
 は、全国大学ラグビーフットボール選手権大会（大学選手権）へ出場。
| 年度 |                                                                                                  |                                                                                                  |                                                                                                  | （九州・沖縄地区大会） 九州地区大学大会                                                          | （九州・沖縄地区大会） 九州地区大学大会                                                          | （九州・沖縄地区大会） 九州地区大学大会                                                          | （九州・沖縄地区大会） 九州地区大学大会                                                          | （九州・沖縄地区大会） 九州地区大学大会                                                          |                                                                                                  |                                                                                                  |                                                                                                  |                                                                                                  |
| 年度 | 大会名                                                                                           | 出場                                                                                             | 優勝                                                                                             | スコア                                                                                           | 準優勝                                                                                           |                                                                                                  |                                                                                                  |                                                                                                  |                                                                                                  |                                                                                                  |                                                                                                  |                                                                                                  |
| 1951 |                                                                                                  |                                                                                                  |                                                                                                  | 九州地区大学大会                                                                                 | 4チーム                                                                                          | 西南学院                                                                                         | 64－4                                                                                            | 長崎                                                                                             |                                                                                                  |                                                                                                  |                                                                                                  |                                                                                                  |
| 1952 |                                                                                                  |                                                                                                  |                                                                                                  | 九州地区大学大会                                                                                 | 4チーム                                                                                          | 西南学院                                                                                         | 54－0                                                                                            | 長崎                                                                                             |                                                                                                  |                                                                                                  |                                                                                                  |                                                                                                  |
| 1953 |                                                                                                  |                                                                                                  |                                                                                                  | 九州地区大学大会                                                                                 | 4チーム                                                                                          | 西南学院                                                                                         | 68－3                                                                                            | 宮崎                                                                                             | 西南学院の代わりに福岡商科が地区対抗に出場                                                       | 西南学院の代わりに福岡商科が地区対抗に出場                                                       | 西南学院の代わりに福岡商科が地区対抗に出場                                                       | 西南学院の代わりに福岡商科が地区対抗に出場                                                       |
| 1954 |                                                                                                  |                                                                                                  |                                                                                                  | 九州地区大学大会                                                                                 | 4チーム                                                                                          | 西南学院                                                                                         | 38－3                                                                                            | 長崎                                                                                             | 西南学院の代わりに久留米が地区対抗に出場                                                         | 西南学院の代わりに久留米が地区対抗に出場                                                         | 西南学院の代わりに久留米が地区対抗に出場                                                         | 西南学院の代わりに久留米が地区対抗に出場                                                         |
| 1955 |                                                                                                  |                                                                                                  |                                                                                                  | 九州地区大学大会                                                                                 | 8チーム                                                                                          | 久留米                                                                                           | 28－3                                                                                            | 宮崎                                                                                             |                                                                                                  |                                                                                                  |                                                                                                  |                                                                                                  |
| 1956 |                                                                                                  |                                                                                                  |                                                                                                  | 九州地区大学大会                                                                                 | 8チーム                                                                                          | 福岡                                                                                             | 11－9                                                                                            | 鹿児島                                                                                           |                                                                                                  |                                                                                                  |                                                                                                  |                                                                                                  |
| 1957 |                                                                                                  |                                                                                                  |                                                                                                  | 九州地区大学大会                                                                                 | 8チーム                                                                                          | 長崎                                                                                             | 29－3                                                                                            | 福岡                                                                                             |                                                                                                  |                                                                                                  |                                                                                                  |                                                                                                  |
| 1958 |                                                                                                  |                                                                                                  |                                                                                                  | 九州地区大学大会                                                                                 | 8チーム                                                                                          | 西南学院                                                                                         | 23－0                                                                                            | 長崎                                                                                             |                                                                                                  |                                                                                                  |                                                                                                  |                                                                                                  |
| 1959 |                                                                                                  |                                                                                                  |                                                                                                  | 九州地区大学大会                                                                                 | 8チーム                                                                                          | 西南学院                                                                                         | 37－0                                                                                            | 鹿児島                                                                                           |                                                                                                  |                                                                                                  |                                                                                                  |                                                                                                  |
| 1960 |                                                                                                  |                                                                                                  |                                                                                                  | 九州地区大学大会                                                                                 | 8チーム                                                                                          | 西南学院                                                                                         | 27－4                                                                                            | 鹿児島                                                                                           |                                                                                                  |                                                                                                  |                                                                                                  |                                                                                                  |
| 1961 |                                                                                                  |                                                                                                  |                                                                                                  | 九州地区大学大会                                                                                 | 8チーム                                                                                          | 西南学院                                                                                         | 18－5                                                                                            | 長崎                                                                                             |                                                                                                  |                                                                                                  |                                                                                                  |                                                                                                  |
| 1962 |                                                                                                  |                                                                                                  |                                                                                                  | 九州地区大学大会                                                                                 | 8チーム                                                                                          | 西南学院                                                                                         | 23－3                                                                                            | 長崎                                                                                             |                                                                                                  |                                                                                                  |                                                                                                  |                                                                                                  |
| 1963 |                                                                                                  |                                                                                                  |                                                                                                  | 九州地区大学大会                                                                                 | 8チーム                                                                                          | 福岡                                                                                             | 14－0                                                                                            | 鹿児島                                                                                           |                                                                                                  |                                                                                                  |                                                                                                  |                                                                                                  |
| 1964 |                                                                                                  |                                                                                                  |                                                                                                  | 九州地区大学大会                                                                                 | 8チーム                                                                                          | 鹿児島                                                                                           | 64－4                                                                                            | 九州                                                                                             |                                                                                                  |                                                                                                  |                                                                                                  |                                                                                                  |
| 年度 |                                                                                                  |                                                                                                  |                                                                                                  | （九州・沖縄地区大会） 九州地区大学大会                                                          | （九州・沖縄地区大会） 九州地区大学大会                                                          | （九州・沖縄地区大会） 九州地区大学大会                                                          | （九州・沖縄地区大会） 九州地区大学大会                                                          | （九州・沖縄地区大会） 九州地区大学大会                                                          | （九州・沖縄地区大会） 九州地区大学大会                                                          | （九州・沖縄地区大会） 九州地区大学大会                                                          |                                                                                                  |                                                                                                  |
| 年度 | 大会名                                                                                           | 出場                                                                                             | 優勝                                                                                             | スコア                                                                                           | 準優勝                                                                                           | 3位                                                                                              | 4位                                                                                              |                                                                                                  |                                                                                                  |                                                                                                  |                                                                                                  |                                                                                                  |
| 1965 | 大学選手権への地区予選となる                                                                     | 大学選手権への地区予選となる                                                                     | 大学選手権への地区予選となる                                                                     | 九州地区大学大会                                                                                 | 8チーム                                                                                          | 電子工業                                                                                         | 9－6                                                                                             | 鹿児島                                                                                           | 福岡                                                                                             | 大分                                                                                             |                                                                                                  |                                                                                                  |
| 1966 |                                                                                                  |                                                                                                  |                                                                                                  | 九州地区大学大会                                                                                 | 8チーム                                                                                          | 福岡工業                                                                                         | 25－3                                                                                            | 鹿児島                                                                                           | 北九州市                                                                                         | 長崎                                                                                             |                                                                                                  |                                                                                                  |
| 1967 |                                                                                                  |                                                                                                  |                                                                                                  | 九州地区大学大会                                                                                 | 8チーム                                                                                          | 福岡工業                                                                                         | 20－11                                                                                           | 鹿児島                                                                                           | 北九州市                                                                                         | 長崎                                                                                             |                                                                                                  |                                                                                                  |
| 1968 |                                                                                                  |                                                                                                  |                                                                                                  | 九州地区大学大会                                                                                 | 8チーム                                                                                          | 福岡工業                                                                                         | 22－21                                                                                           | 鹿児島                                                                                           | 福岡                                                                                             | 長崎                                                                                             |                                                                                                  |                                                                                                  |
| 1969 |                                                                                                  |                                                                                                  |                                                                                                  | 九州地区大学大会                                                                                 | 8チーム                                                                                          | 福岡工業                                                                                         | 51－0                                                                                            | 長崎                                                                                             | 福岡                                                                                             | 鹿児島                                                                                           |                                                                                                  |                                                                                                  |
| 1970 |                                                                                                  |                                                                                                  |                                                                                                  | 九州地区大学大会                                                                                 | 8チーム                                                                                          | 福岡工業                                                                                         | 51－5                                                                                            | 宮崎                                                                                             | 福岡                                                                                             | 鹿児島                                                                                           |                                                                                                  |                                                                                                  |
| 1971 |                                                                                                  |                                                                                                  |                                                                                                  | 九州地区大学大会                                                                                 | 8チーム                                                                                          | 福岡                                                                                             | 44－19                                                                                           | 宮崎                                                                                             | 九州産業                                                                                         | 鹿児島                                                                                           |                                                                                                  |                                                                                                  |
| 年度 |                                                                                                  |                                                                                                  |                                                                                                  | （九州・沖縄地区大会） 九州地区大学大会                                                          | （九州・沖縄地区大会） 九州地区大学大会                                                          | （九州・沖縄地区大会） 九州地区大学大会                                                          | （九州・沖縄地区大会） 九州地区大学大会                                                          | （九州・沖縄地区大会） 九州地区大学大会                                                          | 福岡県大会からの出場 上位4チーム                                                                 | 福岡県大会からの出場 上位4チーム                                                                 | 福岡県大会からの出場 上位4チーム                                                                 | 福岡県大会からの出場 上位4チーム                                                                 |
| 年度 | 大会名                                                                                           | 出場                                                                                             | 優勝                                                                                             | スコア                                                                                           | 準優勝                                                                                           |                                                                                                  |                                                                                                  |                                                                                                  | 福岡県大会からの出場 上位4チーム                                                                 | 福岡県大会からの出場 上位4チーム                                                                 | 福岡県大会からの出場 上位4チーム                                                                 | 福岡県大会からの出場 上位4チーム                                                                 |
| 1972 |                                                                                                  |                                                                                                  |                                                                                                  | 九州地区大学大会                                                                                 | 8チーム                                                                                          | 九州産業                                                                                         | 64－4                                                                                            | 熊本                                                                                             | 福岡                                                                                             | 九州産業                                                                                         | 福岡工業                                                                                         | 九州                                                                                             |
| 1973 |                                                                                                  |                                                                                                  |                                                                                                  | 九州地区大学大会                                                                                 | 8チーム                                                                                          | 福岡                                                                                             | 40－4                                                                                            | 鹿児島                                                                                           | 福岡工業                                                                                         | 福岡                                                                                             | 九州産業                                                                                         | 西南学院                                                                                         |
| 1974 |                                                                                                  |                                                                                                  |                                                                                                  | 九州地区大学大会                                                                                 | 8チーム                                                                                          | 福岡工業                                                                                         | 不戦勝                                                                                           | 長崎                                                                                             | 福岡                                                                                             | 九州産業                                                                                         | 西南学院                                                                                         | 福岡工業                                                                                         |
| 1975 |                                                                                                  |                                                                                                  |                                                                                                  | 九州地区大学大会                                                                                 | 8チーム                                                                                          | 福岡工業                                                                                         | 50－10                                                                                           | 長崎                                                                                             | 福岡                                                                                             | 福岡工業                                                                                         | 西南学院                                                                                         | 九州産業                                                                                         |
| 1976 |                                                                                                  |                                                                                                  |                                                                                                  | 九州地区大学大会                                                                                 | 8チーム                                                                                          | 福岡工業                                                                                         | 45－4                                                                                            | 熊本                                                                                             | 九州産業                                                                                         | 福岡                                                                                             | 西南学院                                                                                         | 福岡工業                                                                                         |
| 1977 |                                                                                                  |                                                                                                  |                                                                                                  | 九州地区大学大会                                                                                 | 8チーム                                                                                          | 福岡工業                                                                                         | 52－3                                                                                            | 熊本                                                                                             | 西南学院                                                                                         | 福岡工業                                                                                         | 九州産業                                                                                         | 福岡                                                                                             |
| 1978 |                                                                                                  |                                                                                                  |                                                                                                  | 九州地区大学大会                                                                                 | 8チーム                                                                                          | 福岡工業                                                                                         | 70－3                                                                                            | 鹿児島                                                                                           | 福岡                                                                                             | 福岡工業                                                                                         | 九州産業                                                                                         | 西南学院                                                                                         |
| 1979 |                                                                                                  |                                                                                                  |                                                                                                  | 九州地区大学大会                                                                                 | 8チーム                                                                                          | 福岡工業                                                                                         | 52－4                                                                                            | 宮崎                                                                                             | 福岡                                                                                             | 福岡工業                                                                                         | 九州産業                                                                                         | 福岡歯科                                                                                         |
| 1980 | 地区対抗への出場枠が1つに                                                                        | 地区対抗への出場枠が1つに                                                                        | 地区対抗への出場枠が1つに                                                                        | 九州地区大学大会                                                                                 | 8チーム                                                                                          | 福岡工業                                                                                         | 37－0                                                                                            | 鹿児島                                                                                           | 福岡工業                                                                                         | 福岡                                                                                             | 九州産業                                                                                         | 福岡歯科                                                                                         |
| 年度 | 九州代表決定戦                                                                                   | 九州代表決定戦                                                                                   | 九州代表決定戦                                                                                   | （九州・沖縄地区大会） 九州地区大学大会 / 九州地区対抗大学大会                                   | （九州・沖縄地区大会） 九州地区大学大会 / 九州地区対抗大学大会                                   | （九州・沖縄地区大会） 九州地区大学大会 / 九州地区対抗大学大会                                   | （九州・沖縄地区大会） 九州地区大学大会 / 九州地区対抗大学大会                                   | （九州・沖縄地区大会） 九州地区大学大会 / 九州地区対抗大学大会                                   | 福岡県 大会                                                                                      |                                                                                                  |                                                                                                  |                                                                                                  |
| 年度 | 勝者                                                                                             | スコア                                                                                           | 敗者                                                                                             | 大会名                                                                                           | 出場                                                                                             | 優勝                                                                                             | スコア                                                                                           | 準優勝                                                                                           | 優勝                                                                                             |                                                                                                  |                                                                                                  |                                                                                                  |
| 1981 | 福岡                                                                                             | 88－4                                                                                            | 熊本                                                                                             | 九州地区大学大会                                                                                 | 8チーム                                                                                          | 熊本                                                                                             | 11－9                                                                                            | 鹿児島                                                                                           | 福岡                                                                                             |                                                                                                  |                                                                                                  |                                                                                                  |
| 1982 | 福岡工業                                                                                         | 46－10                                                                                           | 西南学院                                                                                         | 九州地区対抗大学大会                                                                             | 8チーム                                                                                          | 西南学院                                                                                         | 23－4                                                                                            | 久留米                                                                                           | 福岡工業                                                                                         | 西南学院大・久留米大は福岡県                                                                     | 西南学院大・久留米大は福岡県                                                                     | 西南学院大・久留米大は福岡県                                                                     |
| 1983 | 福岡工業                                                                                         | 42－0                                                                                            | 長崎                                                                                             | 九州地区対抗大学大会                                                                             | 8チーム                                                                                          | 長崎                                                                                             | 19－18                                                                                           | 鹿児島                                                                                           | 福岡工業                                                                                         |                                                                                                  |                                                                                                  |                                                                                                  |
| 1984 | 福岡工業                                                                                         | 16－10                                                                                           | 長崎                                                                                             | 九州地区対抗大学大会                                                                             | 8チーム                                                                                          | 長崎                                                                                             | 26－15                                                                                           | 鹿児島                                                                                           | 福岡工業                                                                                         |                                                                                                  |                                                                                                  |                                                                                                  |
| 1985 | 福岡工業                                                                                         | 44－6                                                                                            | 熊本                                                                                             | 九州地区対抗大学大会                                                                             | 8チーム                                                                                          | 熊本                                                                                             | 22－9                                                                                            | 北九州市                                                                                         | 福岡工業                                                                                         | 北九州大は福岡県                                                                                 | 北九州大は福岡県                                                                                 | 北九州大は福岡県                                                                                 |
| 1986 | 福岡                                                                                             | 68－22                                                                                           | 熊本                                                                                             | 九州地区対抗大学大会                                                                             | 8チーム                                                                                          | 熊本                                                                                             | 16－9                                                                                            | 八幡                                                                                             | 福岡                                                                                             | 八幡大は福岡県                                                                                   | 八幡大は福岡県                                                                                   | 八幡大は福岡県                                                                                   |
| 1987 | 福岡                                                                                             | 30－3                                                                                            | 鹿屋体育                                                                                         | 九州地区対抗大学大会                                                                             | 8チーム                                                                                          | 鹿屋体育                                                                                         | 32－0                                                                                            | 大分                                                                                             | 福岡                                                                                             |                                                                                                  |                                                                                                  |                                                                                                  |
| 1988 | 福岡                                                                                             | 19－8                                                                                            | 鹿屋体育                                                                                         | 九州地区対抗大学大会                                                                             | 8チーム                                                                                          | 鹿屋体育                                                                                         | 42－0                                                                                            | 長崎                                                                                             | 福岡                                                                                             |                                                                                                  |                                                                                                  |                                                                                                  |
| 1989 | 福岡                                                                                             | 52－6                                                                                            | 鹿屋体育                                                                                         | 九州地区対抗大学大会                                                                             | 8チーム                                                                                          | 鹿屋体育                                                                                         | 23－7                                                                                            | 熊本                                                                                             | 福岡                                                                                             |                                                                                                  |                                                                                                  |                                                                                                  |
| 1990 | 福岡                                                                                             | 36－19                                                                                           | 鹿屋体育                                                                                         | 九州地区対抗大学大会                                                                             | 8チーム                                                                                          | 鹿屋体育                                                                                         | 18－6                                                                                            | 第一経済                                                                                         | 福岡                                                                                             | 第一経済大は福岡県                                                                               | 第一経済大は福岡県                                                                               | 第一経済大は福岡県                                                                               |
| 年度 |                                                                                                  |                                                                                                  |                                                                                                  | （九州・沖縄地区大会） 九州大学ラグビーフットボール選手権                                        | （九州・沖縄地区大会） 九州大学ラグビーフットボール選手権                                        | （九州・沖縄地区大会） 九州大学ラグビーフットボール選手権                                        | （九州・沖縄地区大会） 九州大学ラグビーフットボール選手権                                        | （九州・沖縄地区大会） 九州大学ラグビーフットボール選手権                                        | 福岡県大会からの出場 上位3チーム                                                                 | 福岡県大会からの出場 上位3チーム                                                                 | 福岡県大会からの出場 上位3チーム                                                                 |                                                                                                  |
| 年度 | 大会名                                                                                           | 出場                                                                                             | 優勝                                                                                             | スコア                                                                                           | 準優勝                                                                                           |                                                                                                  |                                                                                                  |                                                                                                  | 福岡県大会からの出場 上位3チーム                                                                 | 福岡県大会からの出場 上位3チーム                                                                 | 福岡県大会からの出場 上位3チーム                                                                 |                                                                                                  |
| 1991 |                                                                                                  |                                                                                                  |                                                                                                  | 九州大学選手権                                                                                   | 8チーム                                                                                          | 福岡                                                                                             | 24－16                                                                                           | 鹿屋体育                                                                                         | 福岡                                                                                             | 西南学院                                                                                         | 九州産業                                                                                         |                                                                                                  |
| 1992 |                                                                                                  |                                                                                                  |                                                                                                  | 九州大学選手権                                                                                   | 8チーム                                                                                          | 九州産業                                                                                         | 20－8                                                                                            | 西南学院                                                                                         | 西南学院                                                                                         | 九州産業                                                                                         | 福岡工業                                                                                         |                                                                                                  |
| 1993 | 九州・沖縄地区全体の大会は「九州学生ラグビーフットボールリーグ（九州学生リーグ）」に刷新される。 | 九州・沖縄地区全体の大会は「九州学生ラグビーフットボールリーグ（九州学生リーグ）」に刷新される。 | 九州・沖縄地区全体の大会は「九州学生ラグビーフットボールリーグ（九州学生リーグ）」に刷新される。 | 九州・沖縄地区全体の大会は「九州学生ラグビーフットボールリーグ（九州学生リーグ）」に刷新される。 | 九州・沖縄地区全体の大会は「九州学生ラグビーフットボールリーグ（九州学生リーグ）」に刷新される。 | 九州・沖縄地区全体の大会は「九州学生ラグビーフットボールリーグ（九州学生リーグ）」に刷新される。 | 九州・沖縄地区全体の大会は「九州学生ラグビーフットボールリーグ（九州学生リーグ）」に刷新される。 | 九州・沖縄地区全体の大会は「九州学生ラグビーフットボールリーグ（九州学生リーグ）」に刷新される。 | 九州・沖縄地区全体の大会は「九州学生ラグビーフットボールリーグ（九州学生リーグ）」に刷新される。 | 九州・沖縄地区全体の大会は「九州学生ラグビーフットボールリーグ（九州学生リーグ）」に刷新される。 | 九州・沖縄地区全体の大会は「九州学生ラグビーフットボールリーグ（九州学生リーグ）」に刷新される。 | 九州・沖縄地区全体の大会は「九州学生ラグビーフットボールリーグ（九州学生リーグ）」に刷新される。 |

## 関連する大会
- 九州学生ラグビーフットボールリーグ - 1993年以降の後継大会
- 全国大学ラグビーフットボール選手権大会（大学選手権）
- 全国地区対抗大学ラグビーフットボール大会（地区対抗） - 大学選手権ができるまでは、大学全国一を決める大会だった。